# Grégoire Cador
Grégoire Cador, né le 11 mars 1961 à Solesmes, est un prêtre catholique français, nommé évêque de Coutances et Avranches le 5 août 2023.

## Biographie
Né le 11 mars 1961, Grégoire Cador, dixième enfant d'une famille de onze, passe sa jeunesse près de l'abbaye Saint-Pierre de Solesmes.
En 1980, il entre au séminaire du diocèse du Mans, pour lequel il est ordonné prêtre le 26 juin 1988 au Mans par Georges Gilson. D’abord meunier itinérant dans l’entreprise familiale de fabrication d’aliments pour le bétail, l’abbé Cador part étudier à l’Université pontificale grégorienne de Rome (1980-1982), avant deux ans de coopération civile au Cameroun. Il est diplômé en philosophie et en théologie.
L’abbé Cador devient diacre aumônier des lycées du centre du Mans et à La Flèche (1987-1988), puis prêtre fidei donum à Tokombéré, diocèse de Maroua-Mokolo (Cameroun) ; vicaire de la paroisse Saint Joseph de Tokombéré, de 1992 à 2016, où il est fasciné par la vie du père Baba Simon, auquel il va consacrer deux ouvrages.
De retour en France, il est de 2016 à 2020 curé de la paroisse d'Allonnes-Arnage et chargé de pastorale des migrants. De 2020 à 2022, il est vicaire général du diocèse du Mans. À la suite de la nomination d'Yves Le Saux comme évêque d'Annecy en juin 2022, il administre l'évêché vacant du Mans en qualité d'administrateur diocésain. Le nouvel évêque Jean-Pierre Vuillemin le reconduit comme vicaire général après son installation en mai 2023. 

### Évêque
Le 5 août 2023, le pape François le nomme évêque de Coutances et Avranches. Son ordination épiscopale et son installation ont lieu le 15 octobre 2023, en la cathédrale Notre-Dame de Coutances. Il est ordonné par l'archevêque métropolitain de Rouen, Dominique Lebrun, assisté de Celestino Migliore, nonce apostolique en France, et de Samuel Kleda, archevêque métropolitain de Douala.

### Armoiries épiscopales
Grégoire Cador porte : de sinople (vert) à l’ancre marine d’argent, la stangue et la trabe formant une croix latine, accostée au flanc dextre de deux épis de blé et au flanc senestre d’un épi de mil le tout d’or. Au chef ondé d’or à l’épée abaissée, accostée de deux demi-vols affrontés le tout d’azur, accompagnée à dextre d’un Cœur Immaculé de Marie enflammé le tout de gueules, ceint d’une couronne de roses au naturel et transpercé par un glaive d’argent posé dans le sens de la bande et à senestre d’un cœur aussi de gueules sommé d’une croix alésée du même qui est l’emblème de la Fraternité sacerdotale Jésus Caritas. Devise : « IBAT CUM ILLIS » (Il marchait avec eux : Luc 24,15).

## Écrits
- Grégoire Cador, On l'appelait Baba Simon, Presses de l'UCAC, 2000, 254 p. (ISBN 2-911380-29-0)
- Grégoire Cador, L'héritage de Simon Mpeke : prêtre de Jésus et frère universel, Paris, Lethielleux-Desclée de Brouwer, 2009, 154 p. (ISBN 978-2-283-61077-0).
- (En collaboration avec Claude Cosnard) Pour une Église servante: le diaconat permanent: une interpellation pour l'Église universelle, PUCAC, Yaoundé, 2013